# Преображенское сельское поселение (Волгоградская область)
Преображенское се́льское поселе́ние — муниципальное образование в составе Киквидзенского района Волгоградской области.
Административный центр — станица Преображенская.

## История
Преображенское сельское поселение образовано 10 декабря 2004 года в соответствии с Законом Волгоградской области № 967-ОД.

## Население
| 2010  | 2012  | 2013  | 2014  | 2015  | 2016  | 2017  |
| ----- | ----- | ----- | ----- | ----- | ----- | ----- |
| 5779  | ↘5751 | ↘5705 | ↘5695 | ↘5657 | ↘5590 | ↘5536 |
| 2018  | 2019  | 2020  | 2021  |       |       |       |
| ↘5511 | ↘5447 | ↗5480 | ↘5173 |       |       |       |

## Состав сельского поселения
| № | Населённый пункт | Тип населённого пункта          | Население |
| - | ---------------- | ------------------------------- | --------- |
| 1 | Лестюхин         | хутор                           | 22        |
| 2 | Преображенская   | станица, административный центр | ↘4889     |
| 3 | Ширяевский       | хутор                           | 224       |